# Nueve de Julio (departamento de Rio Negro)

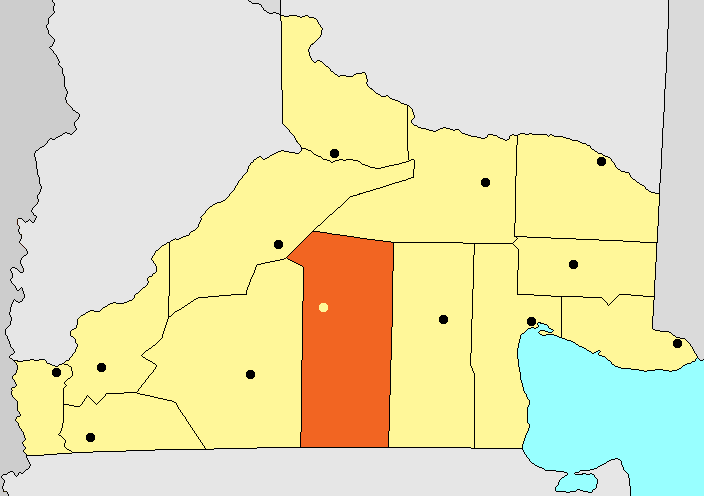
Mapa da província de Rio Negro, destacado o departameto de Nueve de Julio

Nueve de Julio é um departamento da Argentina, localizado na província de Río Negro.